# Dar es Salaam Central Station
Die Dar es Salaam Central Station (Kiswahili: Kituo kikuu cha reli Bongo) ist ein ehemaliger Bahnhof des Schienenpersonenfernverkehrs sowie des Güterverkehrs in Daressalam, Tansania.

## Geschichte
Die Bauarbeiten für den Bahnhof begannen in Daressalam im Jahr 1905. Geplant war eine Schienenverbindung in Richtung Dodoma und weiter nach Mwanza zum Viktoriasee. Durch diese sollte das Land Tanganjika besser erschlossen werden. Es handelte sich um eine Schmalspurbahn, die dem Personen- und Güterverkehr diente.
Das Bahnhofsgebäude des ehemaligen Hauptbahnhofes von Daressalam befindet sich im Stadtteil Posta, einem der Stadtteile der Innenstadt von Daressalam. Der Standort wurde gewählt, da er zum einen in der Innenstadt gelegen war, zum anderen in der Nähe des Hafens von Daressalam, was insbesondere den Güterverkehr erleichterte.
Bedient wurde der Bahnhof durch die Züge der Tanzania Railways Corporation.

## Heutige Situation
Das historische Empfangsgebäude steht unter Denkmalschutz, was es vor Abriss schützt und zu Instandhaltungsarbeiten verpflichtet, jedoch ist es heute für den Eisenbahnverkehr ohne Bedeutung.
Am Vorplatz des alten Hauptbahnhofes befindet sich noch immer die meistfrequentierte Station des Daladala-Verkehrs in Posta, die Stesheni heißt, heute ist dies jedoch nicht die einzige wichtige Station des ÖPNV in Posta, da ebenfalls Stationen des Mwendokasi-Netzes in Posta gebaut wurden, naheligend zum ehemaligen Hauptbahnhof befindet sich die Mwendokasi-Station Halmashauri ya jiji.
Auch die Gleisanschlüsse zum alten Hauptbahnhof wurden rückgebaut, dies bedeutet jedoch keine Schwächung des Eisenbahnverkehrs, da in fußläufiger Erreichbarkeit zum alten Hauptbahnhof der neue Hauptbahnhof, Bahnhof Dar es Salaam Magufuli, eröffnet wurde.